# Eupalelius scapulatus
Eupalelius scapulatus är en skalbaggsart som beskrevs av Leon Fairmaire 1896. Eupalelius scapulatus ingår i släktet Eupalelius och familjen långhorningar.
Artens utbredningsområde är Madagaskar. Inga underarter finns listade i Catalogue of Life.